# Schoenfels
Schoenfels (lb. Schëndels, niem. Schönfels) – wieś (Uertschaft) w środkowym Luksemburgu, w kantonie Mersch, w gminie Mersch. Do 3 października 2015 miejscowość leżała w dystrykcie Luksemburg. Liczy 244 mieszkańców (31 grudnia 2022). 
Znajduje się tutaj zamek Schoenfels.